# Medina Dixon
Medina Dixon (Boston, Massachusetts; 2 de noviembre de 1962-8 de noviembre de 2021) fue una jugadora de baloncesto estadounidense.

## Carrera deportiva
Dixon comenzó su carrera deportiva, durante su primer año como estudiante universitaria en Carolina del Sur en la temporada 1981-82, realizando un promedio de dieciséis puntos y ocho rebotes. Posteriormente, fichó por el equipo de Old Dominion (ODU), con el que jugó durante sus últimas tres temporadas. Concluyó su carrera universitaria con un promedio de diecisiete puntos y ocho rebotes. Con ODU, disputó la Final Four femenina de 1983 (perdiendo ante Louisiana Tech Bulldogs en las semifinales) y la Elite Eight de 1984 (cayendo ante el equipo de la Universidad Cheyney de Pensilvania). Tiempo después ganó la final de la NCAA de 1985, por 70-65 sobre la Universidad de Georgia. Dixon tuvo dieciocho puntos y quince rebotes durante ese campeonato.
Concluida su carrera universitaria, jugó diez años profesionalmente, incluyendo su etapa en Milán, Japón y Rusia, y un breve tiempo en la Liga Americana de Baloncesto ABL con Columbus Quest. Compitió en el Equipo Nacional de Estados Unidos.
Participó con Estados Unidos en la Copa Mundial de Baloncesto Femenino de Malasia 1990, sumando ocho puntos con un 60% de efectividad desde el campo y el mejor 80% del equipo desde la línea de tiros libres (12 de 15). Con su contribución Estados Unidos consiguió el oro. 
En 1991, ganó el bronce junto con la selección estadounidense en los Juegos Panamericanos celebrados en Cuba y finalmente participó junto con el equipo olímpico estadounidense en los Juegos Olímpicos de Barcelona 1992, donde lideró a su equipo anotando una media de 15,8 puntos por partido, con un 67.3% de tiros de campo y ganar otra medalla de bronce.
Dixon entró en el Salón de la Fama de Antiguos Alumnos de Cambridge Rindge & Latin High School en 1997, y en 2011 fue la séptima Lady Monarch en retirar su camiseta. En noviembre de 2017, también entró en el Salón de la Fama del Atletismo de la ODU como una de las más grandes mujeres que jamás haya jugado para el equipo de Norfolk.
Falleció el 8 de noviembre de 2021 a los 59 años a causa de un cáncer de páncreas.